# سعدانة مفترشة

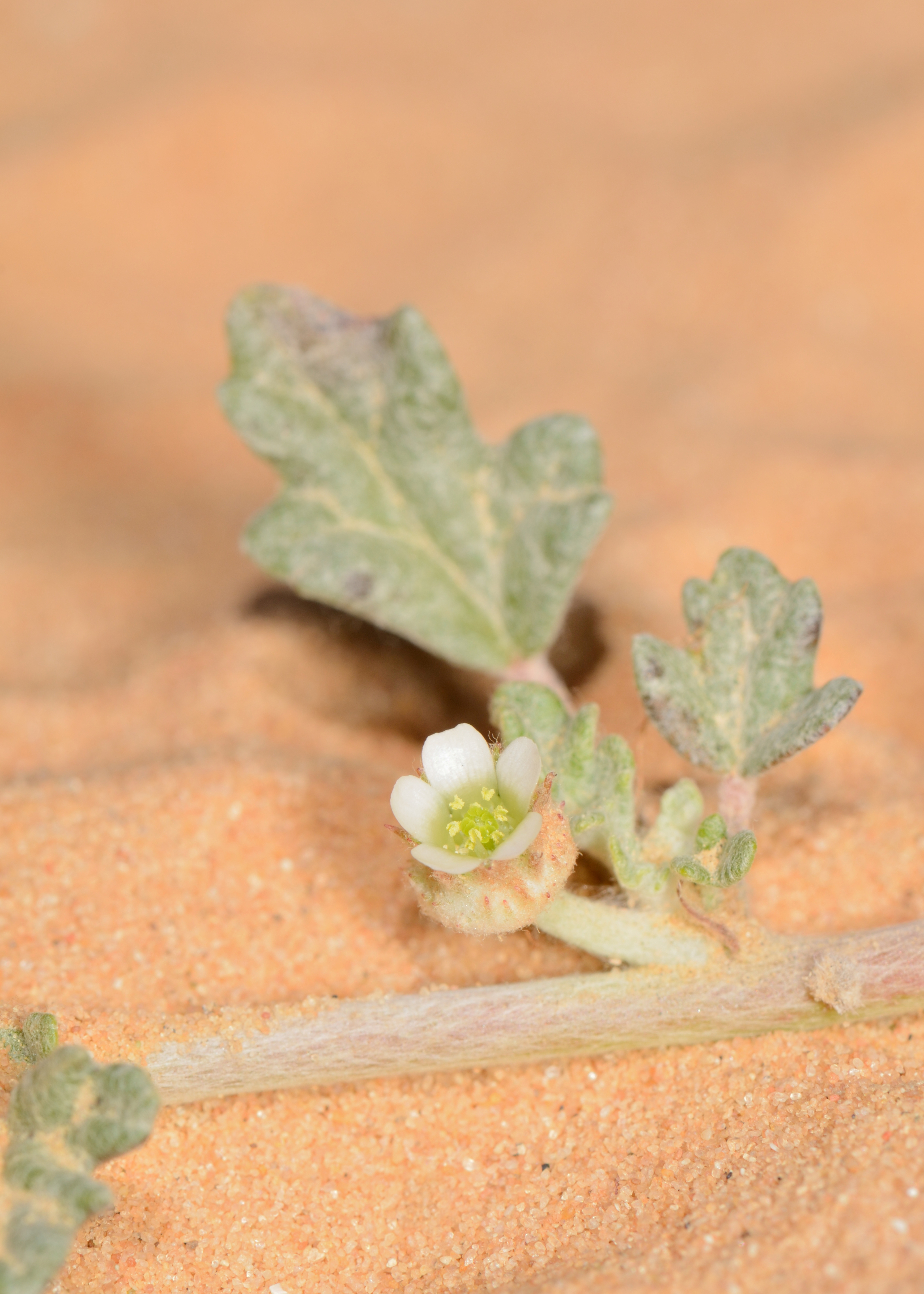

سعدانة مفترشة أو نورادة مفترشة  أو ضرس العجوز(الاسم العلمي:Neurada procumbens) هي نوع من النباتات يتبع جنس النورادة من الفصيلة النورادية.